# 박서준 (야구 선수)
박서준(1991년 9월 12일~)은 KIA 타이거즈의 전 야구 선수다. 개명 전 이름은 박상옥이다.

## 출신 학교
- 방배초등학교
- 청원중학교
- 청원고등학교
- 연세대학교

## 등번호
- 13(2014)
- 55 2015)
- 05(2016~2017)
- 021(2019~2020)
- 69(2020)